# 테마파크

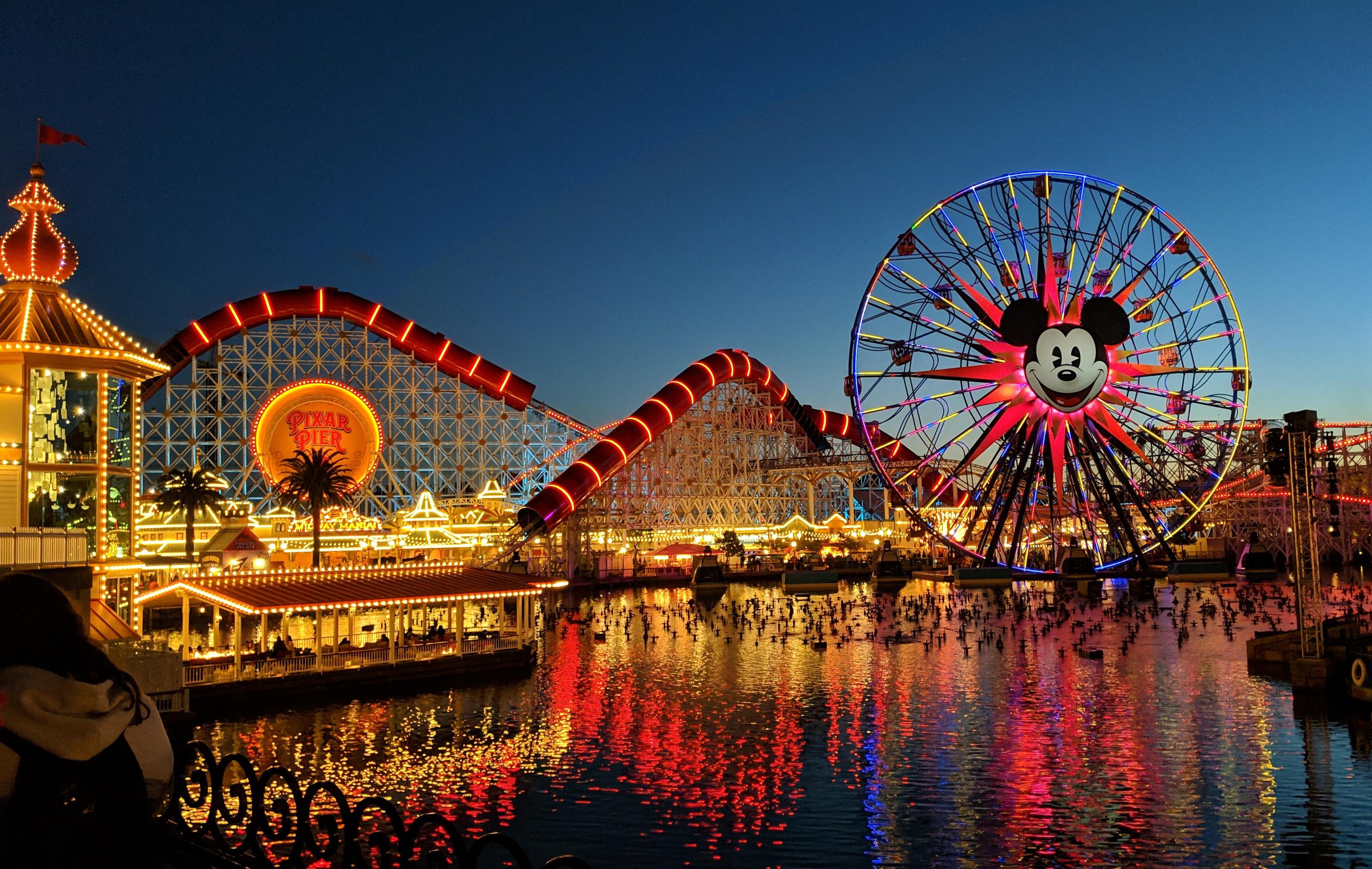
디즈니 캘리포니아 어드벤처

테마파크(theme park) 또는 테마공원은 특정 주제를 기반으로 연출되는, 관광을 위한 놀이공원(amusement park)의 한 유형이다. 박물관, 호텔, 상업시설이 같이 있는 경우도 있다. 
테마파크는 일정한 공간에 특별히 선정된 일관된 주제를 가지고 설계된 조경, 건축물, 공연, 놀이 시설, 식음료, 상품, 서비스 등이 종합적으로 제공되어 방문객으로 하여금 현재의 일상과는 다른 비일상의 경험을 체험하여 즐거움을 느끼게 하는 공간이라 할 수 있다.